# Zawaczug
Zawaczug (ros. Завачуг) – wieś w Rosji, w rejonie kiczmiengsko-gorodieckim obwodu wołogodzkiego. W 2010 r. liczyła 8 mieszkańców.